# Protorthodes occluna
Protorthodes occluna är en fjärilsart som beskrevs av Smith 1909. Protorthodes occluna ingår i släktet Protorthodes och familjen nattflyn. Inga underarter finns listade i Catalogue of Life.